# Cerro Almirante Óscar Viel/Teniente Feilberg
El cerro Almirante Óscar Viel (en Chile) o cerro Teniente Feilberg (en Argentina)  es una montaña en el límite entre Argentina y Chile en el campo de hielo patagónico sur con una altitud de 2602 metros sobre el nivel del mar. Forma parte del cordón Piedrabuena.
Forma parte del parque nacional Bernardo O'Higgins en su lado chileno y del parque nacional Los Glaciares en su lado argentino, administrativamente se encuentra en la región de Magallanes y de la Antártica Chilena en su lado chileno y en la provincia de Santa Cruz en el argentino.

## Etimología
El nombre corresponde al almirante chileno Óscar Viel y Toro en Chile y al del teniente argentino Valentín Feilberg en Argentina.